# Большая Арья
Большая Арья — деревня, административный центр Большеарьевского сельсовета в Уренском районе Нижегородской области.

## География
Находится на расстоянии примерно 7 километров по прямой на восток-северо-восток от районного центра города Урень.

## История
Известна с XVIII века, названа по местной речке. Деревня до 1768 года относилась к главной дворцовой канцелярии, потом Придворной конторы, с 1797 крестьяне стали удельными. Население было старообрядцами спасова согласия. В 1870 году учтено было дворов 51 и жителей 354. В 1916 году было учтено 112 дворов и 542 жителя. В советское время работали колхоз «Красный путиловец». В 1956 году 740 жителей, в 1978 году было 180 дворов и 523 жителя, а 1994 187 и 551 соответственно.

## Население
Постоянное население  составляло 463 человека (русские 96%) в 2002 году, 419 в 2010 .